# Problema del polizón
En economía, negociación colectiva, psicología y ciencia política, se llama polizones a aquellos individuos o entes que consumen más que una parte equitativa de un recurso, o no afrontan una parte justa del costo de su producción. El problema del polizón, también conocido como el consumidor parásito (del inglés free-rider problem) se ocupa de cómo hacer para evitar que alguien pueda ser un polizón, o por lo menos limitar sus efectos negativos.
El significado de "equitativo" no está exento de controversia, por lo general se considera al problema del polizón como un "problema" económico cuando se ocupa de la ausencia de producción o producción insuficiente de un bien público, y por ello de una ineficiencia de Pareto, o cuando conduce al uso excesivo de un recurso de propiedad común (véase también el problema de acción colectiva).
Un ejemplo del problema del polizón es el gasto militar: ninguna persona puede ser excluida de ser defendida por las fuerzas militares de un país, y por lo tanto los polizones podrían negarse o evitar pagar por ser defendidos, aun cuando están tan bien defendidos como aquellos individuos que contribuyen a solventar los gastos del Estado. Por lo tanto, es práctica usual que los gobiernos no se financian utilizando donaciones voluntarias, sino que cobran impuestos y en algunos países realizan servicio militar obligatorio. 
El gobierno es el mecanismo primario mediante el cual las sociedades hacen frente a los problemas de polizones. Además de las medidas fiscales mencionadas previamente, las  reglamentaciones son otra forma de acción colectiva tomada por los gobiernos para resolver problemas de polizones tales como impactos sobre el medio ambiente o uso excesivo de recursos.
En el contexto de los sindicatos, un polizón es un empleado que no paga cuota sindical, pero que sin embargo recibe los mismos beneficios conseguidos por la representación sindical para sus asociados que sí abonan su cuota. Según las leyes norteamericanas, los sindicatos están obligados a una responsabilidad de representación equitativa a todos los trabajadores, sin importar si están afiliados o no. Algunos juristas han cuestionado la equitatividad, o legalidad, de este principio.
Polizón es también un término utilizado en el ambiente de las bolsas de comercio cuando un cliente compra acciones por una cantidad que excede su capital. O sea los polizones son aquellos que compran acciones pero luego no tienen con que pagarlas.

## Ejemplo
- Supongamos una calle en la que habitan 25 personas. Existe la posibilidad de instalar un sistema de recolección de residuos que abarcaría toda la calle, minimizando la existencia de basura en la vía pública. El coste del sistema es de $2.500. Supongamos que cada persona está dispuesta a pagar (quiere y puede hacerlo) $100 o más por el beneficio de que la calle esté limpia.

- Si el sistema es instalado todos se benefician. Sin embargo, es posible que algunas personas que habitan en la calle se nieguen a pagar, especulando con que el sistema de todas formas será instalado.

- A pesar de haber indicado que estaban dispuestos a pagar $100, algunas personas pueden decir que no están preparadas para pagar, con la esperanza de que otras personas de la calle de todas formas pagarán por el sistema, y por lo tanto se beneficiarán sin tener que pagar por ello.

- El resultado es que es posible que no se instale ningún sistema, lo que es un ejemplo de fallo de mercado. Esto ocurre a pesar de que la eficiencia de asignación de recursos se vería favorecida.

### Solución
Una solución común a este problema es juntar a las 25 personas y hacer que se comporten como un único cliente, con lo cual la decisión se reduce de 25 decisiones independientes a una. Se puede someter a votación, pero si la respuesta es si, todos serán obligados a pagar sin importar su opinión individual. Esta es la razón por la que servicios públicos tales como gastos militares o de policía son provistos exclusivamente por los gobiernos.
El problema del polizón es también una justificación para la existencia de bienes comunes. Algunas ideologías, tales como el capitalismo libertario, a menudo son criticadas, porque en esos sistemas toda la propiedad en la sociedad sería propiedad privada, sin ningún tipo de intrusión del estado o reglamentación. Los libertarios se defienden que los polizones potenciales dentro de su sistema estarían condenados por el ostracismo social, que haría desistir a aquellos que aceptaran servicios sin contribuir a su pago. Los libertarios enfatizan que la necesidad de una cooperación e interacción saludable con otros individuos de la sociedad minimizaría el riesgo y la probabilidad de polizones.

### Problemas
La solución propuesta en el párrafo previo posee ciertas dificultades. El beneficio que obtienen las 25 personas puede ser distinto para cada individuo, y por lo tanto cada persona le asignará un valor distinto al servicio. Algunas personas pueden inclusive considerar que el servicio posee un beneficio negativo. El decidir como es que se reparte el costo entre las personas es motivo de importantes análisis políticos. Una división del costo simple ($100 cada uno) puede no ser considerada equitativa.